# Kościół Świętego Ducha w Heidelbergu

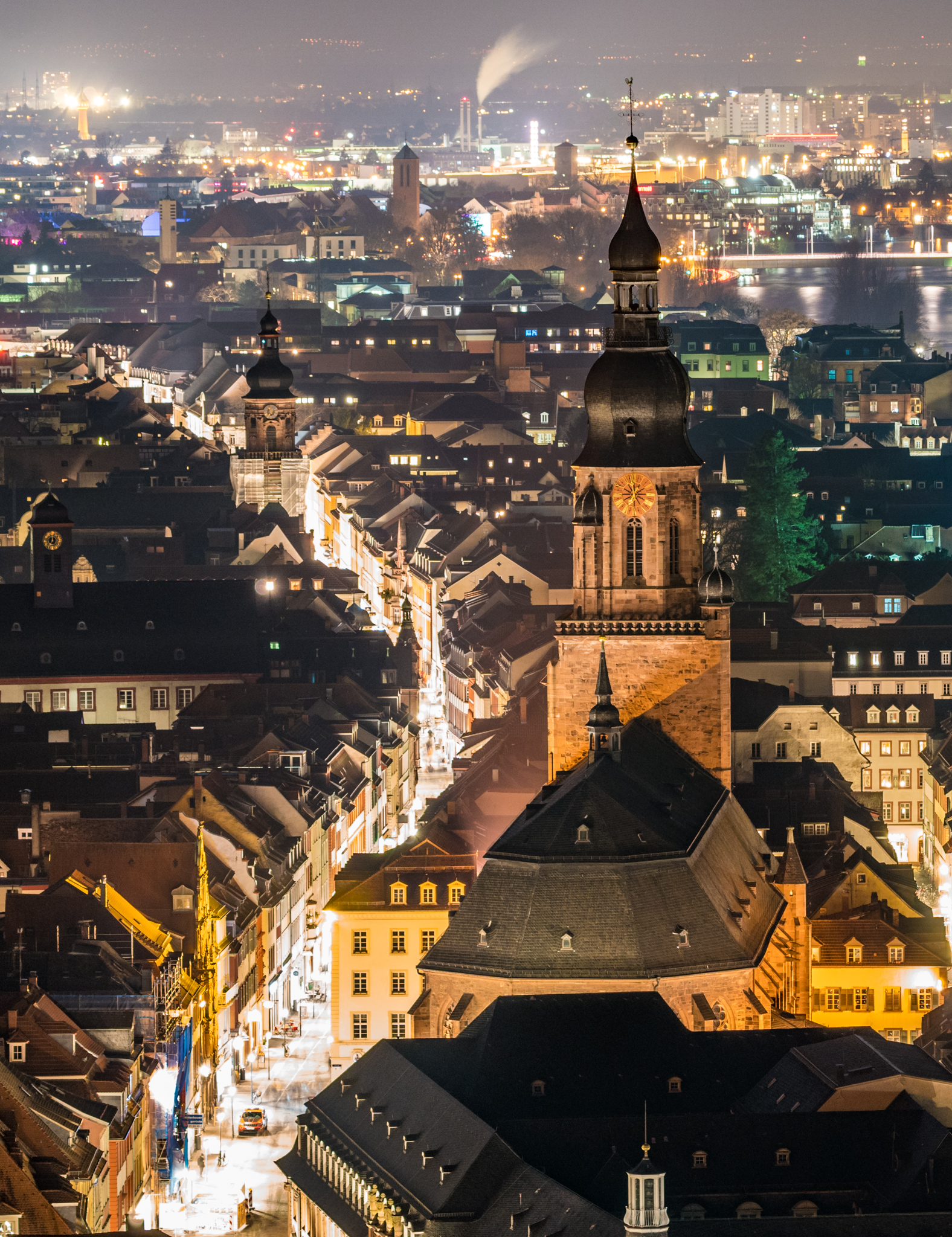
Kościół Heiliggeistkirche w Heidelbergu nocą z lekko zakrzywioną główną ulicą

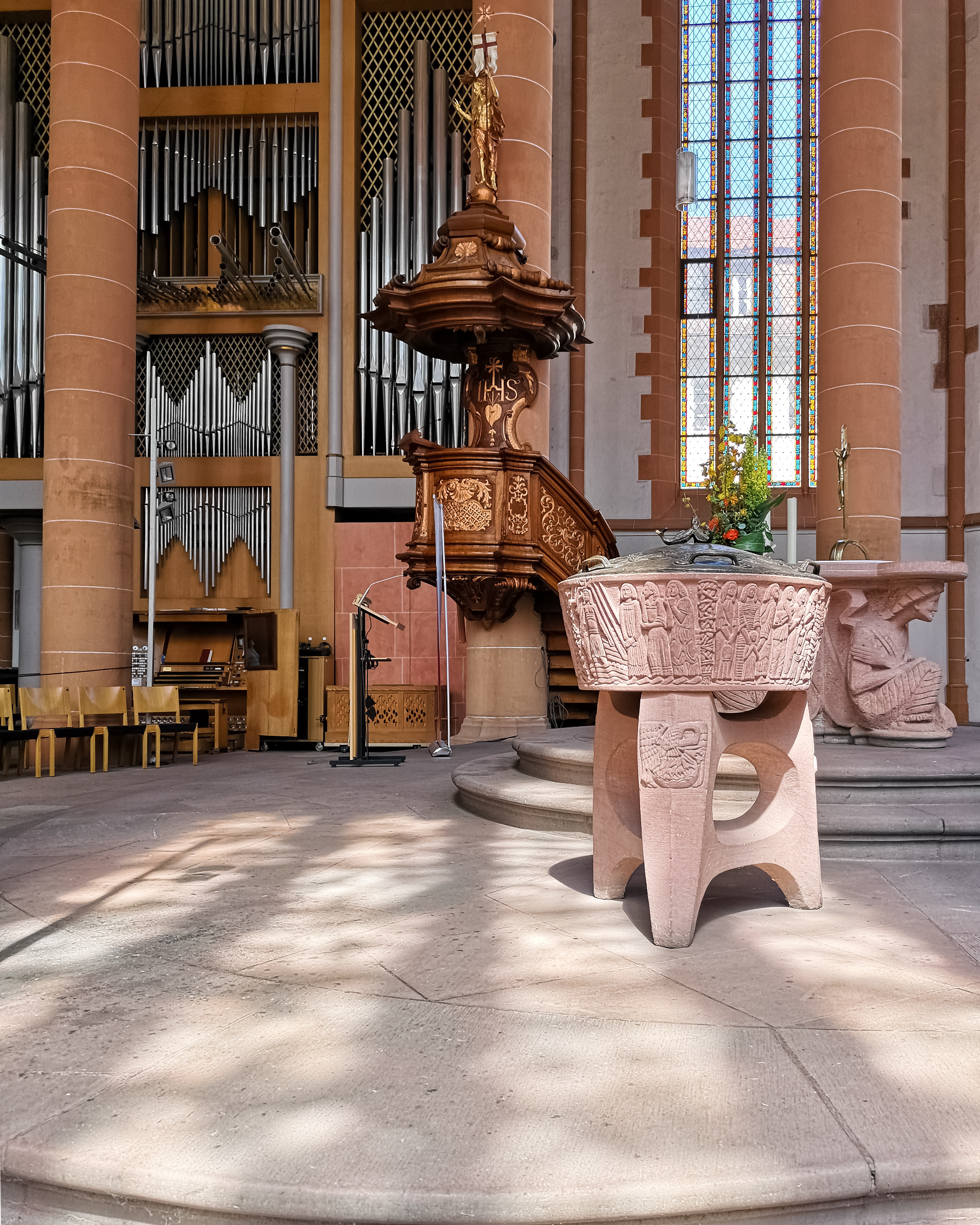
Widok wnętrza lewej strony z organami amboną chrzcielnicą ołtarzem kościoła Heiliggeistkirche Heidelberg

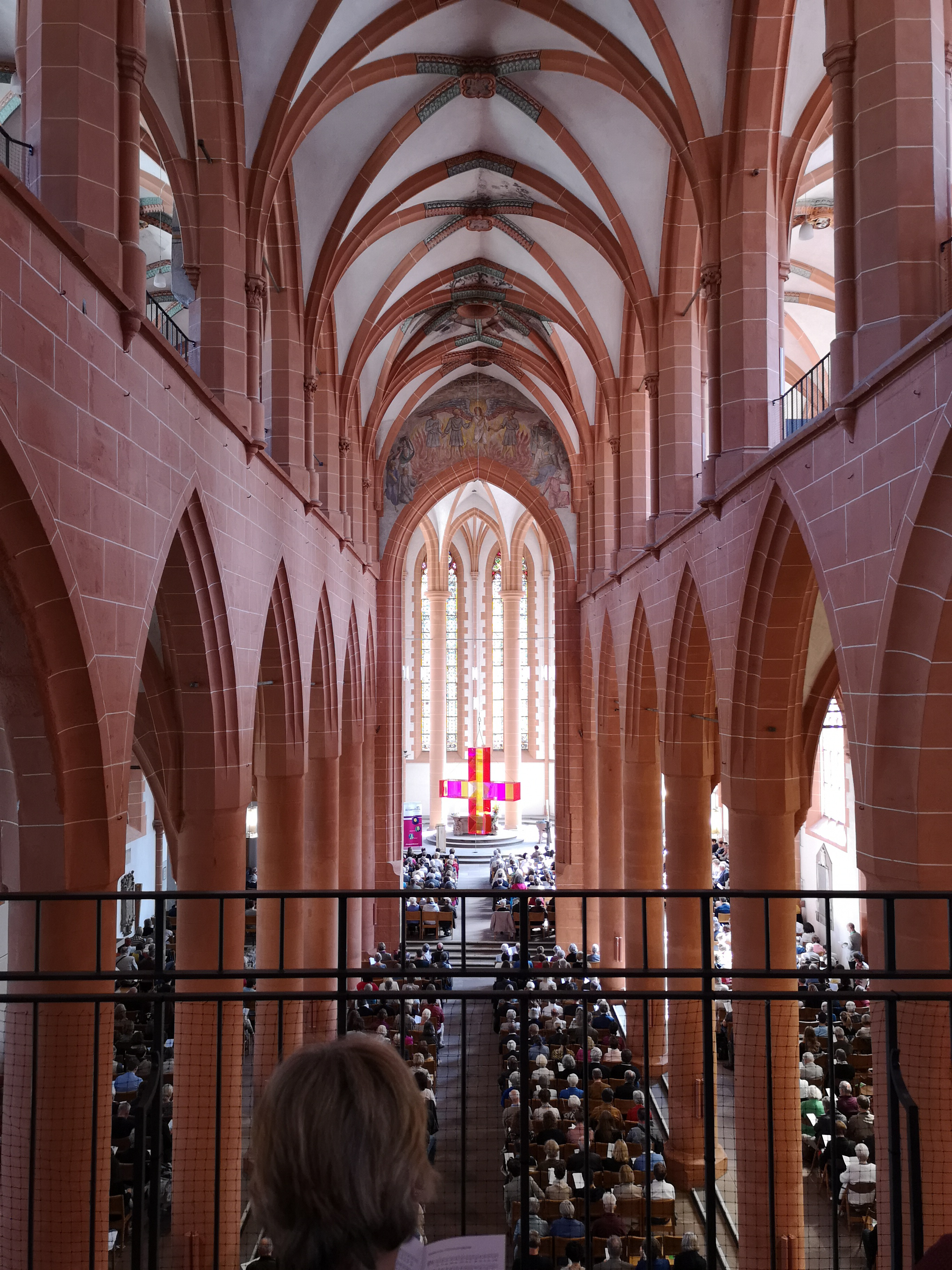
Widok na nawę i apsydę kościoła Heiliggeistkirche

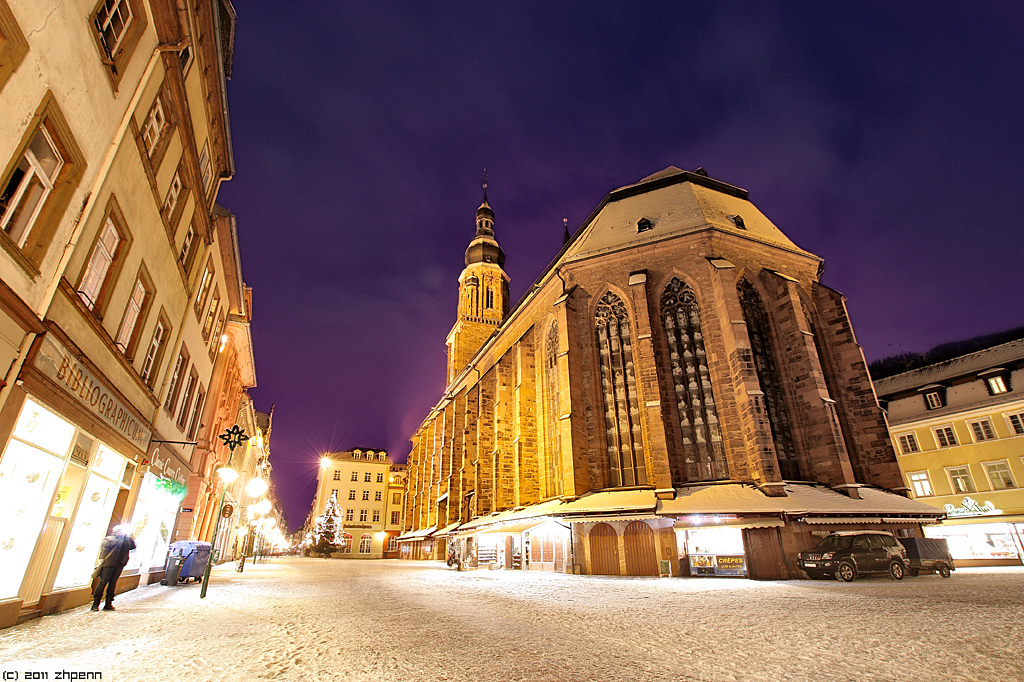
Kościół Świętego Ducha w Heidelbergu w nocy

Kościół Świętego Ducha (niem. Heiliggeistkirche), gotycka świątynia powstała w latach 1400–1441 na miejscu późnoromańskiej bazyliki. Jest najstarszą świątynią Heidelbergu. 
Posiada charakterystyczną cechę - w jej przyporach na stałe wbudowane są stragany.
Na początku był to kościół katolicki, a obecnie jest protestancki.